# Jelani Reshaun Sumiyoshi
Jelani Reshaun Sumiyoshi (jap. 住吉 ジェラニレショーン, Sumiyoshi Jelani Reshaun; * 5. Oktober 1997) ist ein japanischer Fußballspieler.

## Karriere
Jelani Reshaun Sumiyoshi erlernte das Fußballspielen in den Jugendmannschaften vom Ipponmatsu SC und BANFF Yokohama Bay, der Schulmannschaft der Nihon University Fujisawa High School und der Universitätsmannschaft der Kokushikan-Universität. Seinen ersten Vertrag unterschrieb er Anfang 2020 beim Mito Hollyhock. Der Verein aus Mito spielte in der zweiten japanischen Liga, der J2 League. Sein Zweitligadebüt gab er am 27. Juni 2020 im Auswärtsspiel gegen Thespakusatsu Gunma. Hier wurde er in der 87. Minute für Ryō Toyama eingewechselt. Für Hollyhock absolvierte er insgesamt 48 Zweitligaspiele. Im Juli 2021 wechselte er in die Erste Liga, wo er sich Sanfrecce Hiroshima anschloss. Am 22. Oktober 2022 stand er mit Hiroshima im Endspiel des Japanischen Ligapokals. Hier besiegte man Cerezo Osaka mit 2:1. Am 1. Februar 2024 wechselte er auf Leihbasis zum Zweitligisten Shimizu S-Pulse. Am Ende der Saison 2024 feierte er die Meisterschaft und stieg in die erste Lia auf. Nach der Ausleihe wurde er von Shimizu am 1. Februar 2025 fest unter Vertrag genommen.

## Erfolge
Sanfrecce Hiroshima
- Japanischer Ligapokalsieger: 2022

Shimizu S-Pulse
- Japanischer Zweitligameister: 2024

## Sonstiges
Jelani Reshaun Sumiyoshi ist der Sohn eines US-Amerikaners und einer Japanerin.